# Helga Rosenbaum
Helga Rosenbaum (* 8. August 1942 in Litzmannstadt) ist eine ehemalige deutsche Kommunalpolitikerin. 1975 wurde sie in den Gemeinderat von Heidelberg gewählt und war damit die einzige Mandatsträgerin des Kommunistischen Bundes Westdeutschland (KBW). Durch die Aberkennung der Bürgerrechte 1976 wurde sie aus dem Gemeinderat ausgeschlossen.

## Mandat bei der Kommunalwahl 1975
Zur Gemeinderatswahl am 20. April 1975 hatte der Kommunistische Bund Westdeutschland in seiner Hochburg, der Universitätsstadt Heidelberg, eine Liste mit 18 (von 40 möglichen) Kandidaten aufgestellt. Der Wahlkampf des KBW blieb in der lokalen Presse relativ unbeachtet. Lediglich eine Äußerung eines Kandidaten, dass der „KBW für bewaffneten Umsturz“ sei, erregte größeres Aufsehen.
Völlig überraschend für die Rhein-Neckar-Zeitung und den damaligen Oberbürgermeister Reinhold Zundel errang der KBW einen Sitz im Heidelberger Gemeinderat. Er erhielt insgesamt 83.418 Stimmen (3,60 Prozent). Die Chemielaborantin Helga Rosenbaum erhielt 6000 Stimmen, da die Wähler des KBW von der Möglichkeit, Stimmen zu panaschieren und zu kumulieren, reichlich Gebrauch machten.
Bereits bei der ersten Sitzung des Gemeinderats meldete die RNZ „Tumulte bei Verpflichtung im Rathaussaal“. Helga Rosenbaum weigerte sich, eine Verpflichtungserklärung auf die freiheitliche demokratische Grundordnung (FDGO) abzugeben. Gleichzeitig rief sie in ihrer Eigenschaft als Stadträtin zu Demonstrationen gegen Fahrpreiserhöhungen bei der Heidelberger Straßen- und Bergbahn (HSB) auf. Zu ihren Aktionen ließ sie sich von ein paar hundert KBW-Anhängern ein imperatives Mandat geben. Mehrmals musste sie wegen Störung von Sitzungen des Gemeinderates ausgeschlossen werden. Wegen verschiedener Delikte liefen gegen sie Strafanträge. Oberbürgermeister Zundel erstattete Anzeige gegen Helga Rosenbaum, da sie ihn als „Freund der amerikanischen Kriegsverbrecher“ und „Symbol der Niedertracht und Ausbeutung“ bezeichnet hatte.
Zur Oberbürgermeisterwahl 1976 wurde sie nicht als Kandidatin zugelassen, da sie keinen Hehl daraus machte, nicht auf dem Boden der freiheitlichen demokratischen Grundordnung zu stehen, was nach Paragraph 46 der baden-württembergischen Gemeindeordnung allerdings dafür Bedingung war. Mit den Stimmen aller übrigen Gemeinderatsmitglieder wurde sie schließlich 1976 aus dem Gemeinderat ausgeschlossen. Ihre juristischen Schritte dagegen hatten keinen Erfolg. Nachdem ihr Sitz lange verwaist war, wurde er nach und nach von anderen KBW-Mitgliedern der Kandidatenliste eingenommen, bei denen es ähnliche Schwierigkeiten gab. Helga Rosenbaum wechselte von Heidelberg in die Regionalleitung Nord des KBW in Hannover.

## Verurteilung
Wegen Hausfriedensbruch und Verunglimpfung des Staates wurde sie zu einer Freiheitsstrafe von zwei Jahren verurteilt, die sie in der Justizvollzugsanstalt für Frauen Vechta verbüßte. Zur Bundestagswahl 1980 kandidierte sie aus dem Gefängnis heraus auf der Landesliste Niedersachsen des KBW, wofür sie nicht den beantragten Urlaub erhielt, denn die Strafvollstreckungskammer befürchtete, dass „die Antragstellerin Vollzugslockerungen oder Urlaub zu Straftaten mißbrauchen werde“.

## Veröffentlichungen
- mit Willfried Maier: Der Heidelberger Stadtrat: Das Herz schlägt, wo das Geld sitzt, in: Kommunismus und Klassenkampf Nr. 4/1976, S. 10–12